# Spółgłoska szczelinowa podniebienna dźwięczna
Spółgłoska szczelinowa podniebienna dźwięczna – rodzaj dźwięku spółgłoskowego występujący w językach naturalnych. W międzynarodowej transkrypcji fonetycznej IPA oznaczana jest symbolem: [ʝ]

## Artykulacja
W czasie artykulacji podstawowego wariantu [ʝ]:
- modulowany jest prąd powietrza wydychany z płuc, czyli jest to spółgłoska płucna egresywna
- tylna część podniebienia miękkiego zamyka dostęp do jamy nosowej, powietrze uchodzi przez jamę ustną (spółgłoska ustna)
- prąd powietrza w jamie ustnej przepływa ponad całym językiem lub przynajmniej uchodzi wzdłuż środkowej linii języka (spółgłoska środkowa)
- środkowa część języka zbliża się podniebienia – jest to spółgłoska podniebienna tworząc szczelinę.
- więzadła głosowe periodycznie drgają – jest to spółgłoska dźwięczna

### Warianty
Dodatkowym elementem artykulacji może być:
- napięcie mięśni gardła – mówimy o spółgłosce faryngalizowanej [ʝˁ]
- zaokrąglenie warg, mówimy wtedy o spółgłosce labializowanej [ʝʷ]

## Przykłady
- w języku nowogreckim: γεια [ʝa] "hej"
- w języku szwedzkim: jordⓘ, [ʝuːɖ] "gleba, brud"